# Index.hr
Index.hr – chorwacki serwis informacyjny. Został założony w 2002 roku. Jest jedną z najczęściej odwiedzanych witryn internetowych w Chorwacji.
W rankingu Alexa serwis był notowany globalnie na miejscu: 2633 (grudzień 2020), w Chorwacji: 4 (grudzień 2020).